# Clemente Maria a Marca

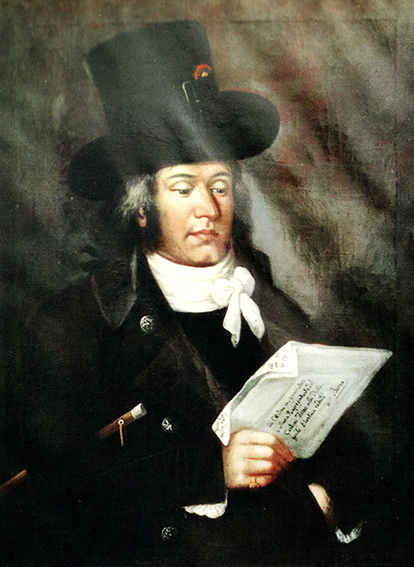
Clemente Maria a Marca

Clemente Maria a Marca (* 21. November 1764 in Soazza; † 27. August 1819 in Leggia) war ein Schweizer Politiker, Graubündner Grossrat, Richter, Landammann und Staatsrat.

## Biografie
Clemente Maria war Sohn des Carlo Domenico a Marca und dessen Ehefrau Maria Margherita Toschini. Er heiratete 1787 Giovanna Ferrari von Soazza. Er besuchte die Hochschulen in Augsburg und Regensburg, dann in Mailand bis 1783. Er begann seine politische Karriere schon in jungen Jahren und bekleidete die wichtigsten öffentlichen Ämter im Misox und den Drei Bünden. In den Jahren 1793–1795 war er Podestà von Teglio. 1797 wurde er zum Gouverneur des Valtellina ernannt; er war der letzte, der dieses Amt innehatte.
Er war auch Abgeordneter des Berner Landtags von 1801, Präsident des Bündner Grossen Rats von 1804, Mitglied der Bündner Regierung von 1806 und 1817, Richter und Präsident (1807, 1817 und 1819) des Appellationsgerichts. Im Jahr 1815 schützte er den Aufenthalt von Ugo Foscolo in Roveredo GR. Er war auch im Holzhandel tätig und förderte die neue Strassenverbindung von Bellinzona nach Chur über den San-Bernardino-Pass (1818–1823). Sein Tagebuch gibt Aufschluss über sein umfangreiches öffentliches Wirken und liefert darüber hinaus interessante allgemeine Informationen über die Ereignisse der damaligen Zeit.